# ليبيط إنليل
ليبيط إنليل هو ثامن ملك لسلالة إيسن في العراق وهو من الأموريين ألذين سكنوا في جنوب العراق، بدأ حكمه في سنة 1819 ق م. حسب قائمة ملوك سومر حكم لمدة 4 سنوات وإنتهى حكمه في سنة 1806 ق م. وقد خلف الحكم من بور سوين وخلفه إيرا إيميطي.